# Telê Santana
Telê Santana da Silva, född 26 juni 1931 i Itabirito, Minas Gerais, Brasilien, död 21 april 2006 i Belo Horizonte, Brasilien, var en brasiliansk fotbollsspelare och landslagstränare.
Telê Santana började sin tränarkarriär som ungdomstränare i Fluminense och tog 1971 sin första nationella titel då hans lag Atlético Mineiro blev brasilianska mästare. Telê Santana gjorde sig känd som en kompromisslös anhängare av Jogo bonito (det vackra spelet) och en av hans grundprinciper var att fotboll går ut på att göra många och snygga mål. Det spelade enligt Santana ingen roll hur många mål motståndarlaget gjorde så länge hans lag gjorde ännu fler mål. Det var den inställningen som gav honom jobbet som Brasiliens förbundskapten inför VM 1982. Hans spelarurval följde hans uttalade principer och resulterade i ett landslag som enligt många spelade den mest sevärda anfallsfotbollen någonsin.[källa behövs] Efter att ha förlorat mot Italien med 3-2 åkte man ur turneringen.
Santana fick en ny chans 1986 men då med något sämre spelarmaterial och misslyckades åter, vilket ledde till byte av förbundskapten och en successiv europeisering av den brasilianska spelstilen.
Santanas sista stora framgångar som tränare kom med São Paulo som under hans ledning vann Copa Libertadores de América både 1992 och 1993.

## Karriär som spelare
Santana spelade med bland andra Fluminense, Guarani, Madureira och Vasco. Han var även reserv i det brasilianska landslaget.

## Karriär som tränare
- 1969-1970 - Fluminense
- 1970-1976 - Atlético Mineiro
- 1977-1979 - Grêmio
- 1980-1982 - Palmeiras
- 1982 - Brasiliens fotbollslandslag
- 1983-1985 - Al-Ahli (Saudiarabien)
- 1986 - Brasiliens fotbollslandslag
- 1988-1989 - Flamengo
- 1990-1996 - São Paulo

## Titlar som tränare
- 1969 - Taça Guanabara och Campeonato Carioca (Fluminense)
- 1970 - Campeonato Mineiro (Atlético Mineiro)
- 1971 - Campeonato Brasileiro (Atlético Mineiro)
- 1977 - Campeonato Gaúcho (Grêmio)
- 1983 - Saudi Arabia League och Persian Gulf Cup (Al Ahly)
- 1984 - Saudi Arabia Cup (Al Ahly)
- 1985 - Persian Gulf Cup (Al Ahly)
- 1988 - Campeonato Mineiro (Atlético Mineiro)
- 1991 - Campeonato Brasileiro (São Paulo)
- 1991-1992 - Campeonato Paulista (São Paulo)
- 1992-1993 - Copa Libertadores de América and Intercontinental Cup (São Paulo)
- 1993 - Supercopa Sudamericana (São Paulo)
- 1993-1994 - Recopa Sudamericana (São Paulo)
- 1994 - Copa CONMEBOL (São Paulo)